# Handy Andy (film fra 1921)
Handy Andy er en britisk stumfilm fra 1921 af Bert Wynne.

## Medvirkende
- Peter Coleman - Handy Andy
- Kathleen Vaughan - Una O'Reilly
- Warwick Ward - Squire O'Grady
- John Wyndham - Michael Dwyer
- Wallace Bosco - Murphy
- Fred Morgan - Squire O'Grady
- May Price - Ragged Ann
- Hessel Crayne - Dr. Browling